# Vir (naselje)
Vir je naselje in občina na severno-dalmatinskem otoku Viru, ki je središče občine Vir Zadrske županije.

## Geografija
Naselje Vir leži na manjši vzpetini nad peščenim zalivom Sapavac. Manjši pristan z okoli 25 m dolgim kolenastim pomolom varuje okoli 60 m dolg prav tako kolenasti valobran. Globina morja pri valobranu in pomolu je do 2 m.
Kraj je s cesto z mostom preko preliva Privlački gaz povezan s celino.

## Demografija
| Pregled števila prebivalcev po letih | Pregled števila prebivalcev po letih | Pregled števila prebivalcev po letih | Pregled števila prebivalcev po letih | Pregled števila prebivalcev po letih | Pregled števila prebivalcev po letih | Pregled števila prebivalcev po letih | Pregled števila prebivalcev po letih | Pregled števila prebivalcev po letih | Pregled števila prebivalcev po letih | Pregled števila prebivalcev po letih | Pregled števila prebivalcev po letih | Pregled števila prebivalcev po letih | Pregled števila prebivalcev po letih | Pregled števila prebivalcev po letih |
| ------------------------------------ | ------------------------------------ | ------------------------------------ | ------------------------------------ | ------------------------------------ | ------------------------------------ | ------------------------------------ | ------------------------------------ | ------------------------------------ | ------------------------------------ | ------------------------------------ | ------------------------------------ | ------------------------------------ | ------------------------------------ | ------------------------------------ |
| 1857                                 | 1869                                 | 1880                                 | 1890                                 | 1900                                 | 1910                                 | 1921                                 | 1931                                 | 1948                                 | 1953                                 | 1961                                 | 1971                                 | 1981                                 | 1991                                 | 2001                                 |
| 358                                  | 345                                  | 503                                  | 554                                  | 604                                  | 662                                  | 1000                                 | 854                                  | 1072                                 | 1120                                 | 1069                                 | 959                                  | 866                                  | 860                                  | 1608                                 |

## Gospodarstvo
Glavna gospodarska dejavnos prebivalcev je poleg poljedelstva, živinoreje in ribolova tudi turizem. V kraju,kjer je nekaj zasebnih kampov, je mogoče najeti tudi turistične sobe in apartmaje.

## Zgodovina
V naselju so odkrili ostanke temeljev enoladijske predromanske cerkvice sv. Nikole. Na pokopališču pa stoji romanska cerkvica sv. Ivana postavljena na prehodu iz 12. v 13. stoletje. Nedaleč stran pa so ruševine beneške utrdbe z dvema stolpoma iz 17. stoletja.